# Witzling (Buchbach)
Witzling ist ein Gemeindeteil der Gemeinde Buchbach im oberbayerischen Landkreis Mühldorf am Inn.

## Lage
Der Weiler Witzling liegt vier Kilometer nordöstlich von Buchbach in der Gemarkung Ranoldsberg.

## Bevölkerungsentwicklung
Um 1820 gab es in Witzling 24 Einwohner, die in vier Häusern lebten. Im Mai 1987 lebten dort 13 Einwohner in vier Wohngebäuden.
| Jahr      | 1820 | 1871 | 1925 | 1950 | 1970 | 1987 |
| Einwohner | 24   | 24   | 19   | 24   | 21   | 13   |